# Acianthera variegata
Acianthera variegata är en orkidéart som först beskrevs av João Barbosa Rodrigues, och fick sitt nu gällande namn av Marcos Antonio Campacci. Acianthera variegata ingår i släktet Acianthera och familjen orkidéer. Inga underarter finns listade i Catalogue of Life.

## Bildgalleri

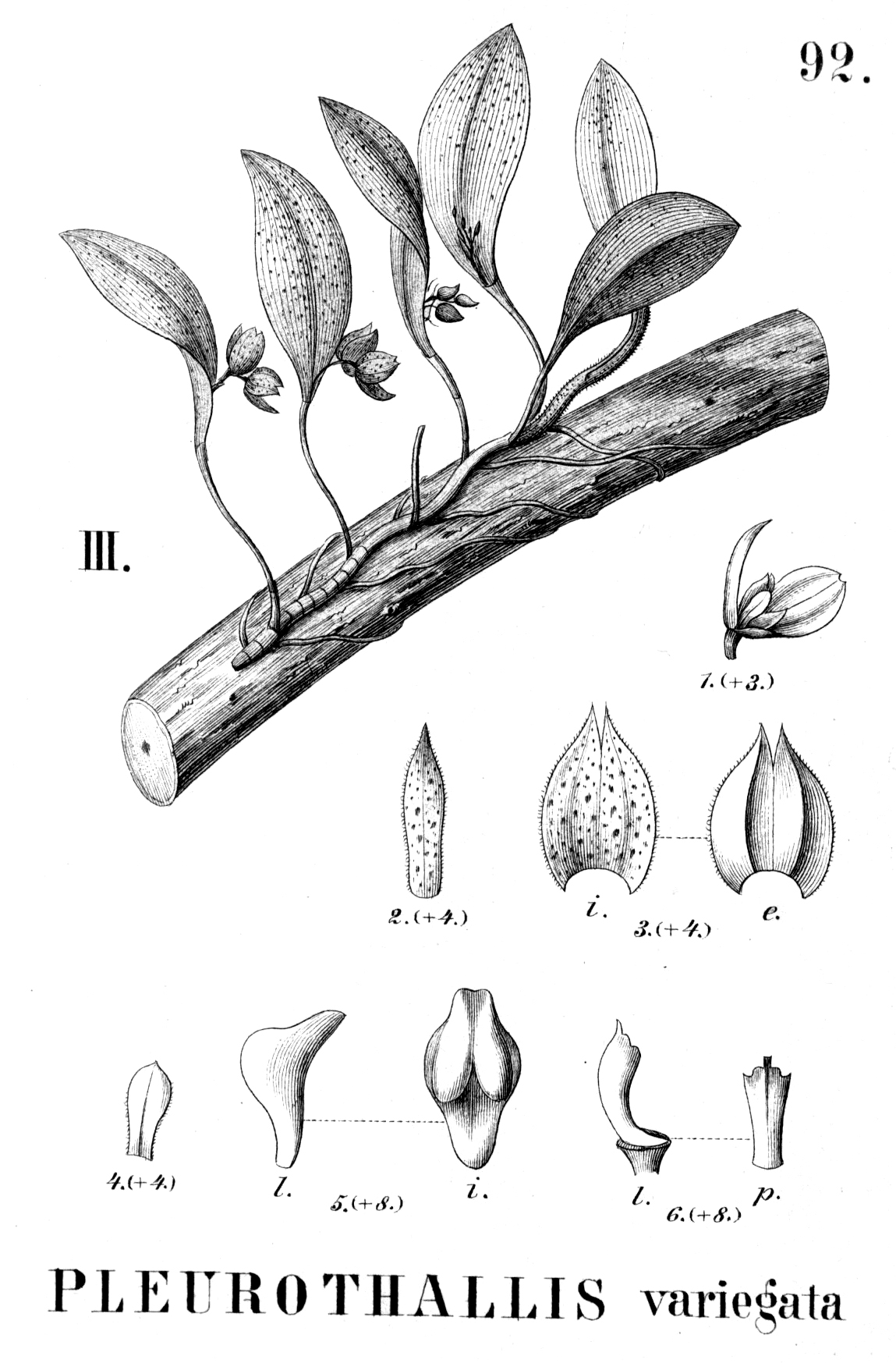